# Rusameekae Fagerlund
Rusameekae Fagerlund (tên tiếng Thái: รัศมีแข ฟ้าเกื้อล้น, sinh ngày 05 tháng 08 năm 1986) với nghệ danh chính là James Rusameekae. Rusameekae Fagerlund là ngôi sao đồng tính nổi tiếng của Thái Lan. Anh chàng từng tham gia nhiều dự án phim ảnh như Club Friday, Cuộc chiến Producer, nhưng đáng nhớ nhất phải kể đến vai diễn trợ lý Baitong với cá tính "không phải dạng vừa" trong bom tấn châu Á 2019 Chiếc lá cuốn bay.

## Phim tham gia

### Phim truyền hình
| Năm  | Tựa | Vai               | Đài    |
| ---- | --- | ----------------- | ------ |
| 2015 | Club Friday To Be Continued: Minty and Miu                                                                | Anna              | GMM25  |
| 2016 | Club Friday To Be Continued: Friend & Enemy Tình yêu không có lỗi, lỗi ở bạn thân (phần 2)                | Enjoy             | GMM25  |
| 2016 | Club Friday To Be Continued: My Beautiful Tomboy Tình yêu không có lỗi, sai vì người đã đổi thay (phần 2) | Enjoy             | GMM25  |
| 2016 | Plerng Kritsana The Series: Pik Thong Đôi cánh vàng                                                       | Ae                | GMM25  |
| 2017 | The Writers Project: Lakorn Khon                                                                          | Jam               | GMM25  |
| 2017 | Sanaeha Diary Series: Saeb Sanaeha Nhật ký kẻ trộm tình: Đùa tình                                         | Beena / Berm      | OneHD  |
| 2017 | Club Friday Celeb's Stories: Usurp Chiếm đoạt                                                             | Mayom             | GMM25  |
| 2017 | Love Books Love Series: The Seven Year Itch 7                                                             | Doctor Love Teeth | GMM25  |
| 2018 | Yuttakarn Prab Nang Marn Cưa đổ nàng ác ma                                                                | Chucheep          | GMM25  |
| 2018 | Song Kram Nak Pun Cuộc chiến Producer                                                                     | Platoo            | OneHD  |
| 2019 | Nang Marn                                                                                                 | Massey            | GMM25  |
| 2019 | Bai Mai Tee Plid Plew Chiếc lá cuốn bay                                                                   | Baitong           | OneHD  |
| 2019 | Song Kram Nak Pun 2 Cuộc chiến Producer 2                                                                 | Platoo            | OneHD  |
| 2020 | Why R U The Series                                                                                        | Kae               | LINETV |
| 2020 | Neth Mahunnop Trái tim đại dương xanh                                                                     | Jangor            | OneHD  |
| 2021 | Kaen Rak Salub Chata Hận tình hoán phận                                                                   | Fiat              | CH3    |
| 2021 | Wo Ai Ni Tur Tee Ruk                                                                                      | Dom               | PPTV36 |

### Sitcom
| Năm  | Tựa               | Vai                          | Đài   |
| ---- | ----------------- | ---------------------------- | ----- |
| 2019 | Seua Chanee Gayng | Gottsy Bangkuwat (khách mời) | OneHD |

### Phim điện ảnh
| Năm  | Tựa                                          | Vai     |
| ---- | -------------------------------------------- | ------- |
| 2019 | Love and Run Dì ơi, đừng có bồ               | Jae Ann |
| 2021 | Dark World                                   | Happy   |
| 2021 | Undead : The Lost Vilage Ngôi Làng Chết Chóc |         |
| 2018 | Net I Die Tài Khoản Ma                       |         |

### Chương trình tham gia
| Năm  | Tựa                                     | Vai                                        |
| ---- | --------------------------------------- | ------------------------------------------ |
| 2020 | Dress My Love (Bộ cánh tình yêu)        | Host                                       |
| 2020 | 10 Fight 10: Season 2                   | Guest                                      |
| 2020 | The Mask Temple Fair                    | [Panelist] Regular Member                  |
| 2020 | Talk with Toey                          | (Ep. 2) Guest                              |
| 2018 | I Can See Your Voice Thailand: Season 3 | SING-vestigator (Ep. 12, 13, 15, 24, Guest |
| 2017 | I Can See Your Voice Thailand: Season 2 | SING-vestigator (Ep. 58) Guest             |